# 関口志行
関口 志行（せきぐち しこう、1882年〈明治15年〉5月9日 - 1958年〈昭和33年〉12月21日）は、日本の政治家、弁護士。衆議院議員（立憲民政党）、前橋市長、群馬県会議員。俳人としても知られ、号は雨亭。

## 経歴
群馬県新田郡木崎町大字赤堀（現在の太田市新田赤堀町）に、父貞作、母いすの長男として生まれる。1900年（明治33年）群馬県中学校（現在の群馬県立前橋高等学校）を卒業、1903年（明治36年）に旧制第二高等学校を卒業、1906年（明治39年）京都帝国大学法科大学英法科を卒業した。文部省に入省するが、1年で退官。1909年（明治42年）、司法官試補となり、前橋地方裁判所に勤務した。やがて判事に昇進し、1911年（明治44年）には甲府地方裁判所に異動するが、1913年（大正2年）に退官した。その後、前橋市で弁護士事務所を開業。
1914年（大正3年）前橋中学校教授嘱託となり1923年（大正12年）まで在職。
1923年（大正12年）と1927年（昭和2年）の2度、群馬県会議員に当選。立憲民政党群馬支部幹事長として活躍した。
1930年（昭和5年）、第17回衆議院議員総選挙に出馬し、当選を果たした。
1947年（昭和22年）4月5日、初代公選前橋市長に選出され、1958年（昭和33年）5月31日に病気で辞職するまで3期11年在職した。
市長在職中の1950年（昭和25年）、市営競輪場を開設。1952年（昭和27年）前橋市立工業短期大学を設立し初代学長に就任。市長在職中に県市長会長、戸籍事務協議会長も務めた。
ほかに都市計画地方審議会委員、群馬弁護士会懲戒委員、前中同窓会長、県監査委員などを歴任。
雨亭の号で俳句をよくし、松根東洋城に師事、「いなのめ会」の幹事として活動した。臨江閣の「世念を捨てしに非ず竹植うる」など前橋市内の4か所に句碑が建つ。群馬県俳句作家協会長。1953年（昭和28年）の群馬大橋竣工に際しては「秋晴れや群馬大橋弧を連ね」と詠み祝辞としたことが知られている。囲碁も3段の段位を有した。
1958年（昭和33年）、藍綬褒章受章。同年12月21日、胃潰瘍で死去。戒名は誠徳院殿志行雨亭大居士、墓所は太田市新田木崎町の曹洞宗大通寺。没後『雨亭句集』が刊行された。